# Jøder i Bolivia
Historien om jøder i Bolivia strækker sig fra uafhængighed Bolivia i 1825 til slutningen af det 19. århundrede. På det tidspunkt kom jødiske købmænd (både sefardiske og ashkenazim) til Bolivia, de fleste af dem giftede sig med lokale kvinder og stiftede familier, der blev flettet ind i det dominerende katolske samfund. Det var ofte tilfældet i de østlige egne af Santa Cruz, Tarija, Beni og Pando, hvor de jødiske købmænd ofte enten kom fra Brasilien eller fra Argentina.
I det 20. århundrede begyndte en væsentlig jødisk bosættelse i Bolivia. I 1905 bosatte en gruppe af russiske jøder, fulgt af argentinere, sig i Bolivia. I 1917 blev det anslået, at der kun var 20 til 25 bekendende jøder bor i landet. I 1933, da nazitiden i Tyskland startede, var der 30 jødiske familier. Den første enorme mængde af jødiske indvandrere var i 1930-erne, og der var skønnet 7.000 af dem ved udgangen af 1942. I løbet af 1940-erne emigrerede 2.200 jøder fra Bolivia. Men dem, som forblev, etablerede sine egne jødiske lokalsamfund i La Paz, Cochabamba, Oruro, Santa Cruz, Sucre, Tarija og Potosí. Efter 2. verdenskrig kom en lille mængde af polske jøder til Bolivia. Siden 1939 fik det jødiske samfund en større stabilitet i landet.
I de seneste årtier er det jødiske samfund i Bolivia faldet markant, mange af dem migrerer til andre lande som Israel, USA, Brasilien og Argentina. Det jødiske samfund i Bolivia har ca. 500 medlemmer med en forstørret befolkning på 700, de fleste af dem ligger i La Paz, efterfulgt af Santa Cruz de la Sierra og Cochabamba, alle med egne synagoger.

## Landbrugskolonier
Under en indvandringsbølge 1938-1940 fik jødiske flygtninge hjælp fra den tyske jødiske forretningsmand Moritz (Mauricio) Hochschild, som havde investeringer i Bolivia. Han hjalp med at få visum til jødiske immigranter fra Europa og hjalp med at oprette Sociedad de Proteccion en los Immigrantes Israelitas. I samarbejde med Sociedad Colonizadora de Bolivia bidrog Moritz Hochschild til at udvikle landbrugsprojekter i landdistrikter for jødiske flygtninge. Flygtningene stod dog over for mange vanskeligheder, og gårdene var aldrig i stand til at blive selvforsynende.

## Antisemitisme
I de seneste årtier er graden af antisemitisme i Bolivia blevet øget betydeligt i forskellige grupper og på forskellige tidspunkter. Under administration af Germán Busch Becerra opnåede det jødiske samfund i 1930-erne en fast stabilitet. Men formændene, der efterfulgte Busch, var mindre begejstrede for jødisk indvandring og udviste antisemitisme flere gange, primært i byerne La Paz og Cochabamba, hvor der var angreb på jødiske virksomheder og fællesskabsagenturer. De religiøse bygninger var ikke fritaget angreb, da synagogen i Cochabamba midt i landet blev angrebet i 2014 og blev beskadiget af sten og angreb med molotovcocktails. Under Evo Morales' ledelse blev antisemitisme mere udtalt. I januar 2009 brød Morales' regering forbindelsen med Israel og erklærede den jødiske stat som en "terrorist- og folkedrabsstat". Ligeledes annullerede den bolivianske regering en aftale fra 1972, som tillod israelske borgere at besøge landet uden visum.